# Mount Provender
Mount Provender (englisch, frei übersetzt Futterberg) ist ein markanter, felsiger Berg im ostantarktischen Coatsland. Mit einer Höhe von 900 m markiert er als nördlicher Ausläufer der Haskard Highlands zugleich den nordwestlichen Ausläufer der Shackleton Range.
Teilnehmer der Commonwealth Trans-Antarctic Expedition (1955–1958) unter der Leitung des britischen Polarforschers Vivian Fuchs kartierten ihn. Namensgebend war ein Vorratslager mit Nahrung und Brennstoff sowie ein Camp auf der Südseite des Berges für die Schlittenmannschaften der Expedition, die in diesem Teil der Shackleton Range Vermessungsarbeiten durchgeführt hatten.